# Escualosa thoracata
Escualosa thoracata är en fiskart som först beskrevs av Valenciennes, 1847.  Escualosa thoracata ingår i släktet Escualosa och familjen sillfiskar. Inga underarter finns listade i Catalogue of Life.